# Ulla Baur
Ulla Baur (* 26. Mai 1960 in München) ist eine deutsche Geigerin, die als Konzertmeisterin insbesondere in Barockorchestern wirkt.

## Leben
Ihren ersten Geigenunterricht erhielt sie mit 9 Jahren bei Heidi Höfer. Mit 18 Jahren wechselte sie zum Salzburger Mozarteum, wo sie bei Irmgard Gahl Violine studierte. Mit der Alten Musik kam sie erstmals 1982 in Kontakt; sie besuchte zahlreiche Kurse, u. a. bei Nikolaus Harnoncourt, Lucy van Dael, Monika Huggett und Sigiswald Kuijken. Ab 1988 folgte ein Studium der Barockvioline am Koninklijk Conservatorium in Den Haag bei Sigiswald Kuijken, das sie 1993 mit dem Konzertdiplom abschloss. 
Seit 1983 spielt sie in verschiedenen Barockorchestern, auch als Solistin und Kammermusikerin. Dies führte sie in den folgenden Jahren durch ganz Europa. Von 1995 bis 1998 gehörte sie dem Telemann-Kammerorchester Michaelstein an, u. a. auch als Konzertmeisterin, eine Funktion, die sie in der Folgezeit auch in verschiedenen anderen Barockorchestern ausübte. 
Seit 2000 engagiert sie sich verstärkt für das von ihr gegründete Kammerorchester La Ciaccona, wobei Ulla Baur als Kammermusikerin auch solistisch auftritt.
Ulla Baur wirkte bei zahlreichen CD-, Rundfunk- und Fernsehaufnahmen im In- und Ausland mit, darunter vielen Ersteinspielungen unbekannter Werke. 
Durch ihre musikwissenschaftliche Arbeit stieß Ulla Baur mit ihrer Entdeckung der Oper Demofoonte von Joseph Schuster auf ein bislang unbekanntes Meisterwerk, das sie in sorgfältiger Detailarbeit für die Aufführung vorbereitete und für dessen Einspielung sie den Bayerischen Rundfunk gewinnen konnte. Der BR produzierte das Werk im Jahre 2001 mit Deutschlandradio als Partner. Es erschien im Mai 2003 bei der Deutschen Harmonia Mundi (BMG).
Außer Demofoonte entdeckte und bearbeitete sie seither mehrere Opern, Oratorien und alle Cembalokonzerte in moderner Partitur. Im Mai 2004 führte La Ciaccona die Oper Amor e Psiche von Joseph Schuster bei den Dresdner Musikfestspielen und bei den Tagen Alter Musik in Regensburg auf.
Seit dem Jahr 2000 unterrichtet Ulla Baur in der Jugendmusikschule Gräfelfing und leitet dort das Laienorchester sowie Kurse für erwachsene Laien. Außerdem arbeitet sie als Musikdozentin für die Deutsche Mozart-Gesellschaft. 2007 gab sie an der Colgate University einen Wochenkurs für Barockgeige.